# Troféu Teresa Herrera 1982
O Troféu Teresa Herrera de 1982 foi disputado por quatro clubes em duas semifinais, com os vencedores disputando o título.

## Equipes participantes
| - Barcelona (ESP) - Bayern de Munique (Alemanha Ocidental) - Dinamo de Kiev (URSS) - Internacional |

## Semifinais
- 13 de agosto de 1982

Barcelona 1x0 Internacional
- 14 de agosto de 1982

Dinamo de Kiev 2x1 Bayern de Munique

## Disputa do terceiro Lugar
- 15 de agosto de 1982

Bayern de Munique 4x0 Internacional

## Final
- 15 de agosto de 1982

Dinamo de Kiev 4x1 Barcelona

## Classificação
| Time | Time                                   | PG | J | V | E | D | GP | GC | SG |
| --- | -------------------------------------- | -- | - | - | - | - | -- | -- | -- |
| 1 | Dinamo de Kiev (URSS)                  | 4  | 2 | 2 | 0 | 0 | 6  | 2  | +4 |
| 2 | Barcelona (ESP)                        | 2  | 2 | 1 | 0 | 1 | 2  | 4  | -2 |
| 3 | Bayern de Munique (Alemanha Ocidental) | 1  | 2 | 0 | 1 | 1 | 5  | 2  | +3 |
| 4 | Internacional                          | 0  | 2 | 0 | 0 | 2 | 0  | 5  | -5 |
| PG - pontos ganhos; J - jogos; V - vitórias; E - empates; D - derrotas; GP - gols pró; GC - gols contra; SG - saldo de gols |                                        |    |   |   |   |   |    |    |    |